# Woburn (Massachusetts)
Woburn is een plaats (city) in de Amerikaanse staat Massachusetts, en maakt deel uit van Middlesex County.

## Demografie
Bij de volkstelling in 2000 werd het aantal inwoners vastgesteld op 37.258.
In 2006 is het aantal inwoners door het United States Census Bureau geschat op 37.010, een daling van 248 (-0.7%).

## Geografie
Volgens het United States Census Bureau beslaat de plaats een oppervlakte van
33,4 km², waarvan 32,8 km² land en 0,6 km² water.

## Plaatsen in de nabije omgeving
De onderstaande figuur toont nabijgelegen plaatsen in een straal van 8 km rond Woburn.

## Geboren
- Benjamin Thompson (26 maart 1753), uitvinder en natuurkundige
- Eric Bogosian (24 april 1953), acteur, schrijver